# Єсіпенко Рінат Олександрович
Рінат Олександрович Єсіпенко (нар. 22 жовтня 1983, Ворошиловград, УРСР) — російський та український футболіст, воротар.

## Життєпис
Вихованець академії донецького «Шахтаря». Через величезну конкуренцію в складі першої та другої команди «гірників» не зіграв жодного офіційного матчу. У дорослому футболі дебютував за «Шахтар-3» 28 жовтня 2000 року в програному (0:3) домашньому поєдинку 13-о туру групи В Другої ліги проти охтирського «Нафтовика». Рінат вийшов на поле на 52-й хвилині, замінивши Олексія Ботвіньєва. У складі «Шахтаря-3» зіграв 3 матчі в Другій лізі України, в кожному з яких виходив на поле з лави запасних.
У 2003 році виїхав до Росії, де грав за аматорський колектив «Колос-Динамо» (Ніколаєвськ). З 2004 по 2005 рік виступав за дублюючий склад ФК «Москва» (12 матчів). Більшу частину сезону 2005 року провів в аматорському колективі «Крила Рад» (Москва). З 2006 по 2012 рік захищав кольори клубів російського Другого дивізіону «Спартак» (Щолково), «Зміна» (Комсомольськ-на-Амурі), «Алнас» (Альметьєвськ), «Тюмень» та «Амур-2010» (Благовєщенськ). З 2012 по 2014 рік грав за клуби аматорського Третього дивізіону чемпіонату Росії «Шахтар» (Пешелань) та «Шахтар» (Прокоп'євськ).